# Monolena grandiloba
Monolena grandiloba är en tvåhjärtbladig växtart som beskrevs av R.H.Warner. Monolena grandiloba ingår i släktet Monolena och familjen Melastomataceae.
Artens utbredningsområde är Panamá. Inga underarter finns listade i Catalogue of Life.